# Ivan Moody
Pour les articles homonymes, voir Ivan Moody (chanteur) et Moody.
Ivan Moody, né à Londres le 1er juin 1964 et mort le 18 janvier 2024, est un compositeur britannique.

## Biographie

### Formations
Ivan Moody naît à Londres le 1er juin 1964. Il étudie la composition avec Brian Dennis à l'Université de Londres, William Brooks à l'Université York et en privé avec John Tavener. Il étudie également la théologie Orthodoxe à l'Université de Joensuu, en Finlande. 

### Enseignement
En 1990, il vit près de Lisbonne, où il est jusqu'en 1998, professeur de composition à l'académie de Artes e Tecnologias. Il est impliqué dans la construction d'une base de données pour le centre des compositeurs portugais de musique contemporaine, et chercheur du CESEM de l'unité de recherche à l'Universidade Nova de Lisbonne de 2010 à 2012, et de nouveau à partir de 2015.
Ivan Moody est également professeur de musique du Département de Théologie de l'Église Orthodoxe de l'Université de Finlande Orientale entre 2013 et 2014. En 2005, il a été élu le premier président de la société internationale pour la musique de l'église orthodoxe.

### Direction musicale
Ivan Moody est également actif en tant que chef d'orchestre : il a dirigé de nombreux ensembles, notamment, Voces Angelicae, le Chœur de chambre Kastalsky (Grande-Bretagne), la Capilla Peña Floride (Espagne), Chappella Romana (États-Unis), le Chœur de la Cathédrale saint-Georges, Novi Sad (Serbie), le chœur du festival KotorArt (Monténégro), le Chœur Orthodoxe de l'Université de Joensuu (Finlande) et l'Ensemble de l'Alpha (Portugal).

### Musicologie
En tant que musicologue, il aussi beaucoup publié. Parmi ses intérêts de recherche : la musique d'Europe de l'est, en particulier celle du XXe siècle et la musique contemporaine Russe et des Balkans, la musique de l'Église Orthodoxe de l'époque moderne, la musique et la spiritualité, la musique comme théologie, la musique de l'église serbe, l'esthétique du modernisme et du post-modernisme au carrefour de la musique l'église Orthodoxe, ainsi que la culture musicale méditerranéenne.

### Compositions
En octobre 2014, Ivan Moody est artiste en résidence à l'Université de Biola, en Californie du Sud, où il donne une série de classes de maître et des conférences. En conclusion est donné un concert monographique, terminé avec la création mondiale de « Cielo della Luna », le troisième volet de la « Trilogie de Dante », commande du Conservatoire de musique de Biola. La première partie de la Trilogie, « O Luce Etterna », est une commande du festival Alcobaça, pour la Capela Musical Cupertino de Miranda et la seconde, « Oltre la Spera », est écrite pour et créé par le Grupo de Música Contemporânea de Lisboa et le Grupo Musical Olisipo, ainsi que le concerto pour clarinette basse « Libellule », lors du 50e anniversaire du  compositeur lors du concert au Palácio Foz, à Lisbonne, le 27 juin 2014. En 2016, il est compositeur en résidence aux journées vocales de l'ensemble Stimmwerck (Stimmwercktage) à Adlersberg, en Allemagne.

### Influences
Ses compositions montrent les influences de l'est du chant liturgique et de l'Église orthodoxe, dont il est membre et archiprêtre (du patriarcat œcuménique de Constantinople). Son Canticum Canticorum I,  écrit pour le Hilliard Ensemble est créée en 1987 et obtient un énorme succès. Cette pièce reste la plus fréquemment jouée parmi ses œuvres. 
En 1990, Ivan Moody remporte le prix du festival des arts pour la Terre (Arts for the Earth Festival Prize) pour Prayer for the Forests, créé par la suite par le chœur de Tapiola de Finlande. L'une de ses œuvres les plus importantes est l'oratorio Passion and Resurrection (1992), basé sur des textes de la liturgie orthodoxe, créé en 1993 par le Red Byrd et le chœur de chambre philharmonique estonien sous la direction de Tõnu Kaljuste, au Festival de musique vocale de Tampere.
En 1996, il donne la création nord-américaine avec la Cappella Romana. L’Akáthistos Hymn (1998), la plus importante œuvre à ce jour du compositeur et la première version musicale de ce texte, est écrite pour la Cappella Romana de Portland, à la suite de ses interprétations de musiques orthodoxes et byzantines.

### Travaux de composition
Ses autres œuvres comprennent le concerto pour violoncelle Epitaphios (1993), la cantate Revelation (1995), Endechas y Canciones (1996), le concerto pour flûte à bec Pnevma (1998), les Lamentations of the Myrrhbearer (2001) pour quatuor à cordes, Lumière sans déclin (2000) pour orchestre à cordes et le triptyque choral écrit pour Trio Mediæval - Paroles de l'Ange (1998), Tropaire de Kassiani (1999), A Lion’s Sleep (2002) et le Calice de Sagesse, matines de la fête de saint Thomas, écrit en 2002 pour l'ensemble Amarcord.
Les compositions suivantes comprennent une commande de grandes œuvres pour la BBC : La Dormition de la Vierge (2003), des concertos pour contrebasse (L'Étoile du Matin, 2003), piano (Linnunlaulu, 2003) et basson (Arise, 2004), Passione Popolare, construit sur les textes religieux de la Grande-Grèce et créé au festival Antidogma de Turin en juin 2005, et Ossetian Requiem, écrit pour l'ensemble octuor de violoncelle, basée à Amsterdam maintenant nommé « Cello Octet Conjunto Ibérico ». En 2008, il termine une nouvelle œuvre pour The King's Singers, « Canti della Rosa » et une grande partition sur le Stabat Mater, en intégrant des textes de la liturgie Byzantine et de la poétesse Anna Akhmatova, pour le festival international de musique d'église à Oslo. Son Hymne à Saint-Nicolas pour huit voix (2009) est commandé pour la KotorArt Festival de Monténégro, où l'œuvre, créée sous la direction du compositeur, reçoit sa première américaine en novembre de la même année
Les œuvres de 2010, sont les suivantes : Canticum Canticorum, IV, une commande de Seattle Pro Musica, Angelus Domini descendit, une commande du chœur Holloway, de l'Université de Londres et le Sub tuum praesidium, commande de l'English Chamber Choir. L’an 2011 a vu la fin d'une séquence de musique pour le rite des vêpres orthodoxes, pour le chœur d'enfants de St Vladmir du Séminaire Théologique Orthodoxe de New York et de l'Ode 8 du canon de Pâque, qui fait partie d'une commande à plusieurs compositeurs de la Cappella Romana. « Simeron », pour le Trio Goeyvaerts, est enregistré sur le label Challenge Classics (ref. CC72616), « Keskiyö » pour deux clavecins, « Rivage » pour deux pianos, « Libellule », concerto pour clarinette basse, pour Luís Gomes et le Grupo de Música Contemporânea de Lisboa, « Fioriture » pour le pianiste américain Paul Barnes (enregistré sur la Orange Mountain OMM0107), « Qohelet » pour l'ensemble italien De Labyrinto, la « Trilogie de Dante » pour chœur et ensemble instrumental, et « O Isplendor », à la mémoire de John Tavener, pour la Chapelle Nova (enregistré sur Linn Records CKD 539).
Les projets plus récents incluent des œuvres pour chanteur Suzie LeBlanc, le pianiste Artur Pizarro et les ensembles Stimmwerck et New York Polyphony.
La musique d'Ivan Moody est enregistrée sur les Labels Hyperion, ECM, Sony, Défi, Telarc, Gothic, Oehms Classics, Orange Mountain, Linn et Cappella Romana.

## Œuvres (sélection)
- 1982 : Three Poems of Anna Akhmatova, pour soprano ou ténor et sextuor à cordes
- 1985 : Canticum Canticorum I, pour ensemble vocal
- 1987 : Canticle of the Mother of God, pour chœur
- 1988 : Hymn of the Transfiguration, pour chœur choir
- 1988 : Miserere, pour chœur
- 1990 : Prayer for the Forests, pour chœur
- 1992 : Passion and Resurrection, oratorio, pour solistes, chœur et ensemble
- 1992 : Vigil of the Angels pour alto et orchestre à cordes
- 1993 : Epitaphios, concerto pour violoncelle
- 1995 : Revelation, cantata, pour chœur et ensemble
- 1996 : Endechas y Canciones, pour ensemble vocal
- 1996 : Klama pour alto et contrebasse
- 1998 : The Akathistos Hymn, pour chœur
- 1998 : Pnevma, concerto pour flûte à bec
- 1998 : Words of the Angel, pour chœur
- 1999 : Troparion of Kassiani, pour chœur
- 2000 : Lumière sans déclin, pour orchestre à cordes
- 2001 : Lamentations of the Myrrhbearers, pour quatuor à cordes
- 2002 : A Lion's Sleep, pour chœur
- 2002 : Chalice of Wisdom pour chœur
- 2003 : The Dormition of the Virgin, cantate pour solistes, chœur et ensemble
- 2003 : The Morning Star, concerto pour contrebasse
- 2003 : Linnunlaulu, concerto pour piano
- 2004 : Arise, concerto pour basson
- 2005 : Passione Popolare, pour solistes, chœur et ensemble
- 2009 : Hymn to Saint Nicholas, pour chœur
- 2010 : Canticum Canticorum IV, pour chœur
- 2010 : Sub tuum praesidium, pour chœur
- 2011 : Vespers, pour voix hautes
- 2012 : The Paschal Canon: Ode VIII, pour chœur
- 2012 : Te lucis ante terminum, pour chœur
- 2012 : Noć Prekrasna, pour chœur
- 2012 : Simeron, pour trio vocal et trio à cordes
- 2012 : Shoreline, pour deux pianos
- 2013 : Keskiyö, pour deux clavecins
- 2013 : Dragonfly, pour clarinette basse et ensemble
- 2013 : Fioriture, pour piano
- 2014 : Liturgy of St John Chrysostom no. 2 (Liturgie grecque), pour chœur
- 2014 : O Luce Etterna (Dante, Divine comédie partie I)"
- 2014 : Oltre la Spera (Dante, Divine comédie partie II)"
- 2014 : Cielo della Luna (Dante, Divine comédie partie III)"
- 2015 : The Descent of the Dove, pour violon, violoncelle et piano
- 2015 : Uspomena pour deux tubas et piano
- 2015 : ...grace upon her heart... pour chœur
- 2015 : Los Espejos de Velázquez pour piano
- 2016 : Paris, 7 a.m. pour soprano et quatuor avec piano
- 2016 : Albor pour clavecin et quatuor de flûtes à bec
- 2016 : Le Vergine pour voix et consort de violes